# 전쟁 이후의 세계
《전쟁 이후의 세계》는 노르웨이 오슬로 대학의 러시아계 한국인 학자인 박노자의 저서로 2022년 발발한 러시아-우크라이나 전쟁을 중심으로 변화할 세계 질서를 다룬 책이다.

## 내용
박노자는 패권 체제가 쇠락하는 국면이 접어들면 약 30~50년에 한 번꼴로 주요 열강들이 관여하는 전쟁 등 대규모 지각변동이 발생했다고 분석한다.가령 나폴레옹 전쟁은 영국과 러시아 중심의 양강구도를 낳았으나 크림전쟁의 결과로 러시아 위상이 격하되면서 영국이 패권을 차지하는데 성공했다. 프랑스-프로이센 전쟁에서 승리한 독일은 영국에 도전장을 냈으나 제1차 세계대전에서 완패당하며 무너졌다. 그 과정에서 영국도 패권을 미국에게 내줬다. 제2차 세계대전 이후 냉전이 시작하며 초강대국인 미국과 소련의 양강 구도로 세계는 재편됐지만, 냉전이 종식하면서 미국의 독주체제가 굳어졌다. 그러나 그는 미국 단극 질서에 중국과 러시아, 이란 등 주요 비서구 열강들이 도전장을 내밀면서 이스라엘-팔레스타인 전쟁, 아제르바이잔의 나고르노-카라바흐 지역 침공 등 열강이 얽힌 분쟁이 잇따르고 있고, 러시아-우크라이나 전쟁이 발생한 2022년을 기점으로 새로운 다극 체제가 펼쳐지고 있다고 진단한다. 또한 그는 러시아-우크라이나 전쟁을 ‘서방세계에 맞선 러시아의 자구책'으로, 푸틴 정권을 신자유주의에 대한 ‘진보적 대안’ 으로 평가하는 일부 ‘진보’ 인사와 달리, 푸틴 정권의 비윤리성을 강도 높게 비판한다. 비정규직이나 플랫폼 노동자들의 권리가 침해받고 민주적인 노조에 대한 탄압이 거센 러시아의 현실, 우크라이나에서 푸틴 정권이 저지른 학살, 표적암살, 불법감금, 강제이주 등을 언급하며 일부 진보 진영이 가지고 있는 러시아에 대한 환상을 버려야 한다고 강조한다. 그럼에도 저자는 한반도의 평화를 위해서 푸틴의 우크라이나 침략은 엄연한 범죄지만, "대미 맹종"을 버리고 러시아와의 외교적 관계를 복구해야 한다고 주장한다.

## 평가
중앙일보의 김한별 기자는 러시아가 받는 국제 제제에도 전쟁이 이어지는 이유, 러시아 국내에서 전쟁 지지율이 높은 이유에 대한 설명 등에 대해서는 고개를 끄덕이게 되지만 한반도 평화를 위해 "대미 맹종"을 버리고 대러 관계를 복구해야 한다는 결론엔 반대로 고개를 갸웃하게 된다고 썼다.
한겨레 신문의 양선아 기자는 이 책은 러시아 출신인 저자가 친절하게 푸틴 정권의 의식 깊숙이 깔린 이데올로기 정체와 정권의 목표를 짚는 동시에 러시아 시민 사회의 현황도 함께 전하면서 푸틴 정권의 감시와 억압이 계속되고 있는데도, 러시아에서는 눈에 띄는 강력한 반전 운동이나 정권 반대 운동이 일지 않고 있는 이유를 설명하고 있다고 썼다.
대한민국의 비영리 민간 인권운동단체인 전쟁없는세상의 한 활동가는 평화주의적인 시선을 바탕으로 동서고금을 넘나드는 해박한 역사적 지식을 자랑하는 박노자의 장점이 들어낸 책이라고 평했다.

## 같이 보기
- 러시아의 우크라이나 침공
- 극 (국제 관계)